# Hyperacanthus mandenensis
Hyperacanthus mandenensis là một loài thực vật có hoa trong họ Thiến thảo. Loài này được Rakotonas. & A.P.Davis mô tả khoa học đầu tiên năm 2004.